# Goli otok
Goli otok (letterlijk het naakte, barre eiland) is een eiland gelegen in de Adriatische Zee, voor de kust van Kroatië tussen de eilanden Krk en Rab en het vasteland. Het eiland strekt zich uit over een oppervlakte van 4,7 km². Het is een guur en onbewoond eiland waarop amper vegetatie aanwezig is. Vandaar de naam het "naakte eiland" .

## Geheim eiland
Tijdens de Eerste Wereldoorlog richtten de Oostenrijkers op het tot dan onbewoonde eiland een kamp voor Russische krijgsgevangenen in.
In het naoorlogse Joegoslavië werd reeds in 1946 op Goli Otok een gevangenenkamp ingericht voor binnenlandse politieke tegenstanders. Vanaf de zomer van 1948, na Tito's breuk met Stalin, werden er overwegend communisten geïnterneerd, die beschuldigd werden van stalinistische Komintern-sympathieën. Vanaf 1949 werd het eiland officieel een gevangenis en strafinstelling met dwangarbeid. Het eiland werd bewaakt door patrouilleboten die om het eiland en langs de kust voeren om ongenode gasten weg te jagen en op afstand te houden. Goli Otok was strikt geheim. 
Na de Tweede Wereldoorlog vertrokken tweeduizend communisten uit het Italiaanse Monfalcone naar Joegoslavië om het land mee te helpen opbouwen. Na Tito's breuk met Stalin werden deze mannen gedeporteerd naar Goli otok. Zowel Italië als Joegoslavië hebben aan deze gebeurtenis geen ruchtbaarheid gegeven, maar mede door het literaire werk van Claudio Magris is deze gebeurtenis in de belangstelling komen te staan.

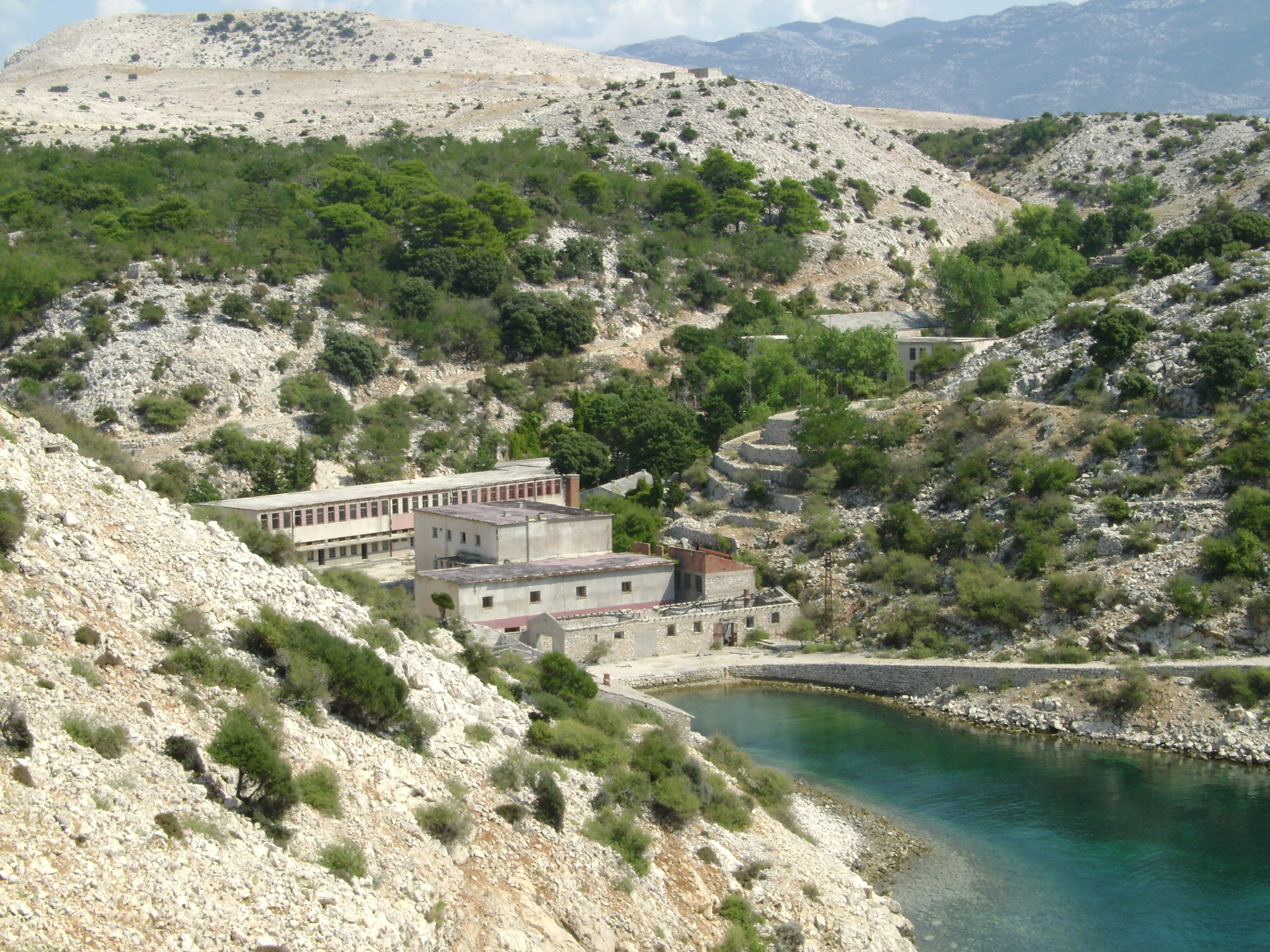
Restanten van het heropvoedingskamp op Goli Otok

 Ook de Israëlische schrijver David Grossman laat dit eiland een rol spelen in zijn roman "Het leven speelt met mij". 
Sinds 1989 is het eiland weer toegankelijk voor bezoekers. Het eiland is onbewoond. Vlak bij Goli Otok ligt het eiland Sveti Grgur, waar tussen 1950 en 1972 vrouwelijke politieke gevangenen werden opgesloten.

## Bekende gevangenen
- Adem Demaçi, Kosovaars schrijver en politicus
- Alija Izetbegović, Bosnisch politicus
- Dragoslav Mihailović, Servisch schrijver
- Vitomil Zupan, Sloveens schrijver